# الحوزة العلمية الزينبية
الحوزة العلمية الزينبية حوزة شيعية تقع في سورية، وتعتبر ثالث أهم حوزة بالنسبة للشيعة بعد حوزة النجف وحوزة قم، أسسها السید حسن الحسيني الشيرازي عام 1975 م، ويدرس فيها العديد من الأساتذة مثل: مرتضى الحسيني الشيرازي والشيخ المحمدي والشيخ محمد الرجائي الذي توفي سنة 2011 والكثير من علماء الشيعة.

## طلابه
للحوزة العلمية الزينبية أكثر من 1000 طالب من 26 جالية جنسياتهم مختلفه منهم 
- السورية
- العراقية
- الأذرية
- الإيرانية
- الأفغانية
- الهندية
- الباكستانية
- الصومالية
- الأفريقية
- الكويتية
- السعودية

## الحوزة الافتراضية
ويكون للحوزة موقع على الشبكة العنكبوتية ويتيح للجميع الدراسة الحوزوية عن طريق الحوزة الافتراضية.

## وصلات خارجية
- الموقع الرسمي للحوزة العلمية الزينبية